# Llista de muntanyes d'Andorra
El pic més alt d'Andorra és el Comapedrosa amb 2.946 m d'altitud. A més, hi ha més d'una cinquantena de muntanyes que sobrepassen els 2.000 m. Per ordre alfabètic són les següents:

Mapa topogràfic d'Andorra amb alguns cims destacats

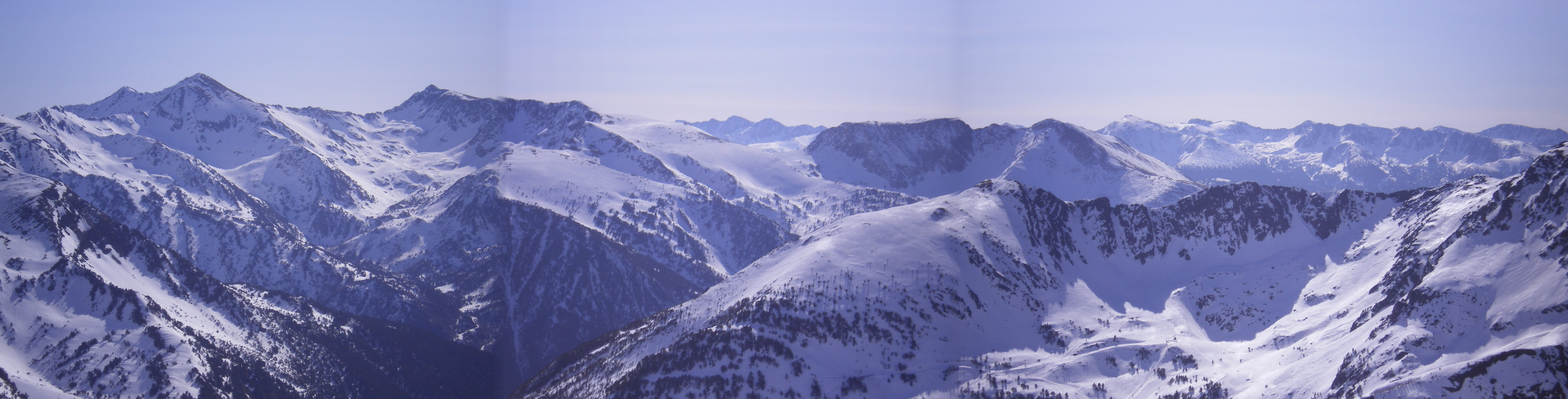
Panoràmica des de la zona del Pic de Creussans, a Ordino

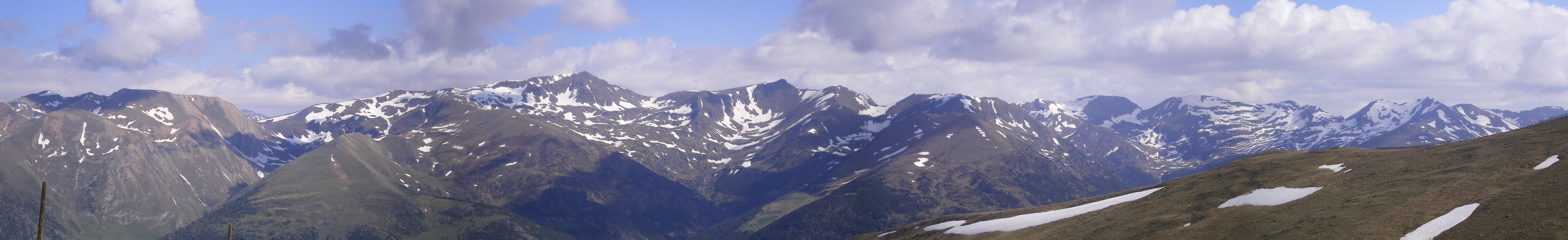
Panoràmica des del Pic dels Maians, a Canillo

| Muntanya                | Altitud (msnm) | Parròquia           | Detalls                               |
| ----------------------- | -------------- | ------------------- | ------------------------------------- |
| les Abelletes           | 2.596          | Encamp              |                                       |
| l'Àliga                 | 2.782          | Encamp              |                                       |
| Roca Entravessada       | 2.927          | La Massana          |                                       |
| Alt del Cubill          | 2.833          | Encamp              |                                       |
| l'Anrodat               | 2.730          | Canillo             |                                       |
| d'Arcalís               | 2.776          | Ordino              |                                       |
| dels Aspres             | 2.562          | la Massana          |                                       |
| Baix del Cubill         | 2.705          | Encamp              |                                       |
| Besalí                  | 2.639          | Ordino              |                                       |
| Bony de les Neres       | 2.211          | Ordino              |                                       |
| de la Burna             | 2.656          | la Massana          |                                       |
| la Cabaneta             | 2.863          | Canillo             | La més alta de Canillo                |
| Carroi                  | 2.334          | la Massana          |                                       |
| Casamanya               | 2.740          | Ordino              |                                       |
| Cataperdís              | 2.805          | Ordino              |                                       |
| Clot del Cavall         | 2.586          | la Massana          |                                       |
| Coll Pla                | 2.289          | Andorra la Vella    |                                       |
| Coma de Varilles        | 2.760          | Canillo             |                                       |
| Comapedrosa             | 2.942          | la Massana          | La més alta d'Andorra i de la Massana |
| Creussans               | 2.679          | Ordino              |                                       |
| Cubil                   | 2.350          | la Massana          |                                       |
| d'Encampadana           | 2.491          | Canillo             |                                       |
| d'Enclar                | 2.383          | Andorra la Vella    | La més alta d'Andorra la Vella        |
| d'Envalira              | 2.822          | Encamp              |                                       |
| d'Escobes               | 2.641          | Canillo             |                                       |
| l'Estanyó               | 2.915          | Ordino              | La més alta d'Ordino                  |
| dels Estanyons          | 2.836          | Escaldes-Engordany  |                                       |
| del Feixar              | 2.722          | Escaldes-Engordany  |                                       |
| Font Blanca             | 2.906          | Ordino              |                                       |
| Fontargent              | 2.593          | Canillo             |                                       |
| les Fonts               | 2.758          | La Massana          |                                       |
| l'Hortell               | 2.562          | Ordino              |                                       |
| Llacs                   | 2.562          | la Massana          |                                       |
| Maià                    | 2.614          | Canillo             |                                       |
| Maiana                  | 2.521          | Escaldes-Engordany  |                                       |
| Maians                  | 2.466          | Canillo             |                                       |
| Medacorba               | 2.914          | la Massana          |                                       |
| Menera                  | 2.774          | Encamp              |                                       |
| Montmalús               | 2.781          | Encamp              |                                       |
| Monturull               | 2.754          | Sant Julià de Lòria | La més alta de Sant Julià de Lòria    |
| Negre                   | 2.432          | la Massana          |                                       |
| Negre                   | 2.605          | Canillo             |                                       |
| Noè                     | 2.705          | Canillo             |                                       |
| Pala Alta               | 2.683          | Canillo             |                                       |
| Percanela               | 2.495          | Ordino              |                                       |
| Pic dels Pessons        | 2.850          | Encamp              |                                       |
| Alt del Griu            | 2.874          | Encamp              | La més alta d'Encamp                  |
| Pic del Pla de l'Estany | 2.859          | la Massana          |                                       |
| Portella                | 2.905          | Escaldes-Engordany  | La més alta d'Escaldes-Engordany      |
| Racofred                | 2.837          | la Massana          |                                       |
| Racononada de la Maiana | 2.719          | Escaldes-Engordany  |                                       |
| Sanfons                 | 2.888          | la Massana          |                                       |
| Serra Mitjana           | 2.275          | Escaldes-Engordany  |                                       |
| Serra Seca              | 2.777          | Encamp              |                                       |
| de Setut                | 2.867          | Escaldes-Engordany  |                                       |
| Serrera                 | 2.913          | Ordino              |                                       |
| Torredella              | 2.545          | Canillo             |                                       |
| Tristaina               | 2.878          | Ordino              |                                       |